# Smiřice
Smiřice (deutsch Smirschitz) ist eine Stadt mit 2874 Einwohnern in Tschechien.

## Geographie
Smiřice liegt elf Kilometer nordöstlich von Hradec Králové in 240 m ü. M. am rechten Ufer der Elbe und gehört dem Okres Hradec Králové an. Westlich der Stadt auf halbem Wege zwischen Hradec Králové und Jaroměř verläuft die Europastraße 67.

## Geschichte
Smiřice entstand an der Elbe, die zur Zeit der Ortsgründung aus drei großen Flussarmen bestand. Umgeben von zwei Flussarmen befand sich eine mittelalterliche Veste, die 1392 erstmals erwähnt und im 15. Jahrhundert zum Schloss umgebaut worden ist. Die dazugehörige Ansiedlung Smiřic wurde 1659 zur Stadt erhoben. Daneben bestand im 16. und 17. Jahrhundert noch das Dorf Smiřice, das danach mit der Stadt verschmolz. Ein weiteres Dorf war Smiřičky, das sich einen Kilometer weiter westlich auf dem Gelände des heutigen Bahnhofs befand.
Verbunden mit der Geschichte der Stadt ist das Geschlecht der Smiřický von Smiřice. Der erste Nachweis darüber stammt von 1405, als Václav (Wenzel) Smiřický ze Smiřic das Dorf Smiřice und das benachbarte Číbuz kaufte. Dieser erste belegbare Smiřický ze Smiřic soll in dem nahe gelegenen Holohlavy bestattet sein. Nach Hinrichtung Jan (Johann) Smiřickýs am 7. September 1453 ging Smiřice an seine Neffen, die Brüder Jan und Hynek Smiřický, über. Nachdem Jan und 1476 schließlich auch Hynek ohne Nachkommen verstorben waren, folgten verschiedene Besitzer.

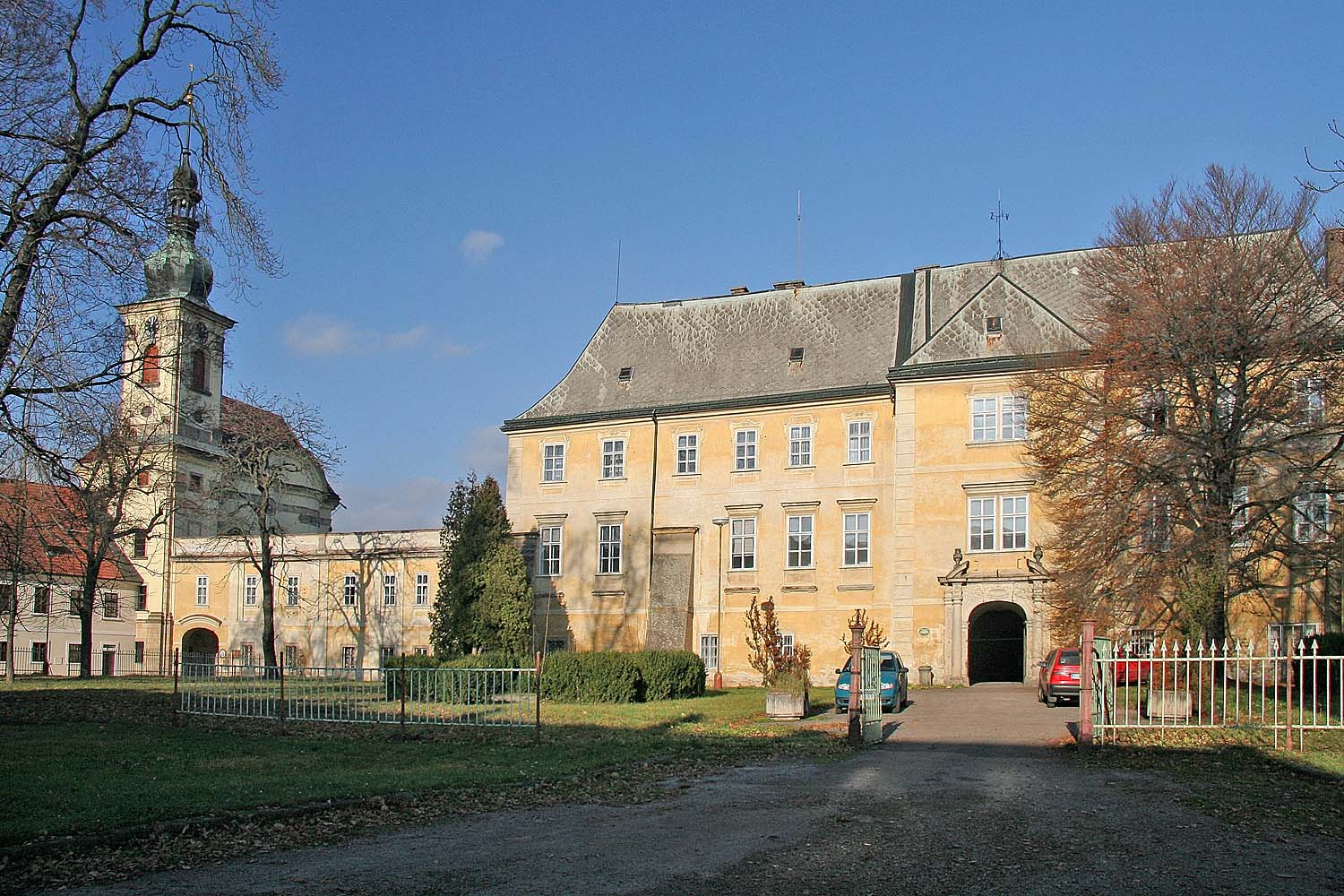
Schloss Smiřice

1498 erwarb Nikolaus der Jüngere Trčka von Lípa Smiřice. Als 1634 Adam Erdmann Graf Trčka in Eger zusammen mit seinem Schwager Wallenstein ermordet wurde, erbte Adam Erdmanns Vater Jan Rudolf Trčka von Lípa den Besitz. Nach dessen ebenfalls 1634 erfolgten Tod wurden dessen Besitzungen nach einem Gerichtsverfahren vom Kaiser konfisziert. 1636 erhielt der kaisertreue General Johann Matthias Gallas die Grundherrschaft Smiřice mit dem Städtchen und dem Schloss Smiřice einschließlich der Güter Žiželeves, Rodov, Hořiněves und Sadová und den zugehörigen 40 Dörfern. Nach dessen Tod erbten seine vier Söhne den Besitz und verliehen Smiřice 1659 die Stadtrechte. 1661 ließ Anton Pankratius Graf Gallas das Barockschloss errichten.
Am 1. Oktober 1685 verkaufte Gallas die Grundherrschaft an Isabella Magdalena von Sternberg. 1747 ging der Besitz durch die Ehe zwischen Maria Theresia von Sternberg mit Johann Leopold von Paar an die Fürsten von Paar über. Nach ihrem Tod im Jahre 1761 übernahm ihr Sohn, der k.k. Erblandpostmeister Johann Wenzel Fürst von Paar den Besitz, der ihn 1780 für 500.000 Gulden an Kaiser Joseph II. verkaufte. Die Herrschaft blieb bis 1848 Kronbesitz und wurde nach der Ablösung der Grundherrschaften zur Reichsdomäne, deren Verwaltung der k.k. privilegierten Credit-Anstalt übertragen wurde.
1856 erhielt die Stadt mit dem Bau der Strecke der Süd-Norddeutsche Verbindungsbahn von Josefstadt nach Pardubitz einen Eisenbahnanschluss. Am 20. Mai 1858 fuhr die erste Bahn und die Stadt erhielt ein Bahnhofsgebäude, das einem kleinen Schlösschen ähnelte.
Nach Ende der Erbuntertänigkeit kaufte 1863 der Reichenberger Textilfabrikant Freiherr Johann von Liebieg die Domäne für 2.505.000 Gulden. 1864 entstand in der Stadt eine Dampfmühle und 1867 gründete Liebieg die Zuckerfabrik. Liebiegs Sohn Franz von Liebieg überschrieb 1868 das Gut Swiet seiner Tochter Gabriele. Als das Unternehmen sich nach einer Krise zu einem der größten Textilunternehmen der Monarchie Österreich-Ungarn und später in der Tschechoslowakei entwickelte, verkaufte er 1882 wegen Unrentabilität Teile des Grund- und Firmenbesitzes in Smirschitz. Darunter das Gut in Mesletsch, das die Fürsten zu Schaumburg-Lippe erwarben, denen schon die benachbarte Herrschaft Nachod gehörte.
1881 entstand die Rübenbahn nach Sadová und Horschitz, die in Smirschitz von der Hauptbahn nach Westen abzweigte.
Im 19. Jahrhundert wuchs die Einwohnerzahl stark an. Waren es 1849 noch 1234 Menschen, die in Smiřice lebten, so erhöhte sich deren Anzahl auf 2247 im Jahre 1890. Mit der Ausrufung der Tschechoslowakei wurde die Herrschaft 1918 in einer Bodenreform enteignet und zum Staatsbesitz erklärt. Bis 1950 diente das Schloss als Landwirtschaftsschule und war dann Sitz der Direktion der Staatsgüter und anschließend der Industriemast Prag. Derzeitiger Besitzer des Schlosses ist die Stadt Smiřice, die keine Nutzungskonzepte für das Bauwerk hat und lediglich Notreparaturen an dem heruntergewirtschafteten Bauwerk durchführt.

## Legenden um den Namen der Stadt
Zur Herkunft des Namens Smiřice bestehen drei unterschiedliche Versionen. Zum einen sollen zwei Ritter in einen Streit über den Besitz des Dorfes Hněvčeves geraten sein, das nach dem erfolgten Vergleich (Smír) zwischen beiden den Namen Smiřice erhielt.
Eine andere Deutung leitet den Ortsnamen vom alttschechischen samé říce (derselbe Fluss) her. Zum Zeitpunkt seiner Gründung war Smiřice von mehreren Flussarmen der Elbe umgeben, die der Betrachter als mehrere Flüsse wahrnahm.
Laut einer Legende der Familie Záruba z Hustiřan, auch Zaruba von Hustirzan und Rodovský z Hustiřan auf Hustirzan bei Smirzicz, soll an der Stelle der Stadt ein Herrscher namens Budivoj ansässig gewesen sein. In einer Grenzfehde mit dem Gaugrafen von Červený Hradec über die in vielen Flussarmen verlaufende Elbe soll 839 vor Fürst Boleslav auf Vergleich über den Fluss (smír o říce) geschlossen worden sein, nach dem sich der Herrscher dann Budivoj Smír ze Smírřice nannte. Diese Quelle nennt für 1330 Svatobor ze Smiřic und für 1359 die fünf Brüder Myslibor, Mikuláš, Soběslav, Ješek und Břetislav Smiřický von Smiřice als Besitzer der Veste Smiřice, deren Schreibform in den Urkunden von Smirschitz, Schmirsitz, Smirticz u. ä. wechselt.
Die erste historisch nachweisliche Person dieses Namens ist eine Eliška ze Smiřic, die ab 1361 belegbar ist. Offen bleibt dabei, ob sie diesem Geschlecht zuzuordnen ist. Als sicher gilt die Herleitung des Ortsnamens vom Familiennamen Smír.

## Ortsgliederung
Zur Stadt Smiřice gehören die Ortschaften Rodov (Rodow) und Trotina.

## Persönlichkeiten
- Adolf Ignaz Mautner von Markhof (1801–1889), österreichisch-böhmischer Industrieller

## Sehenswürdigkeiten

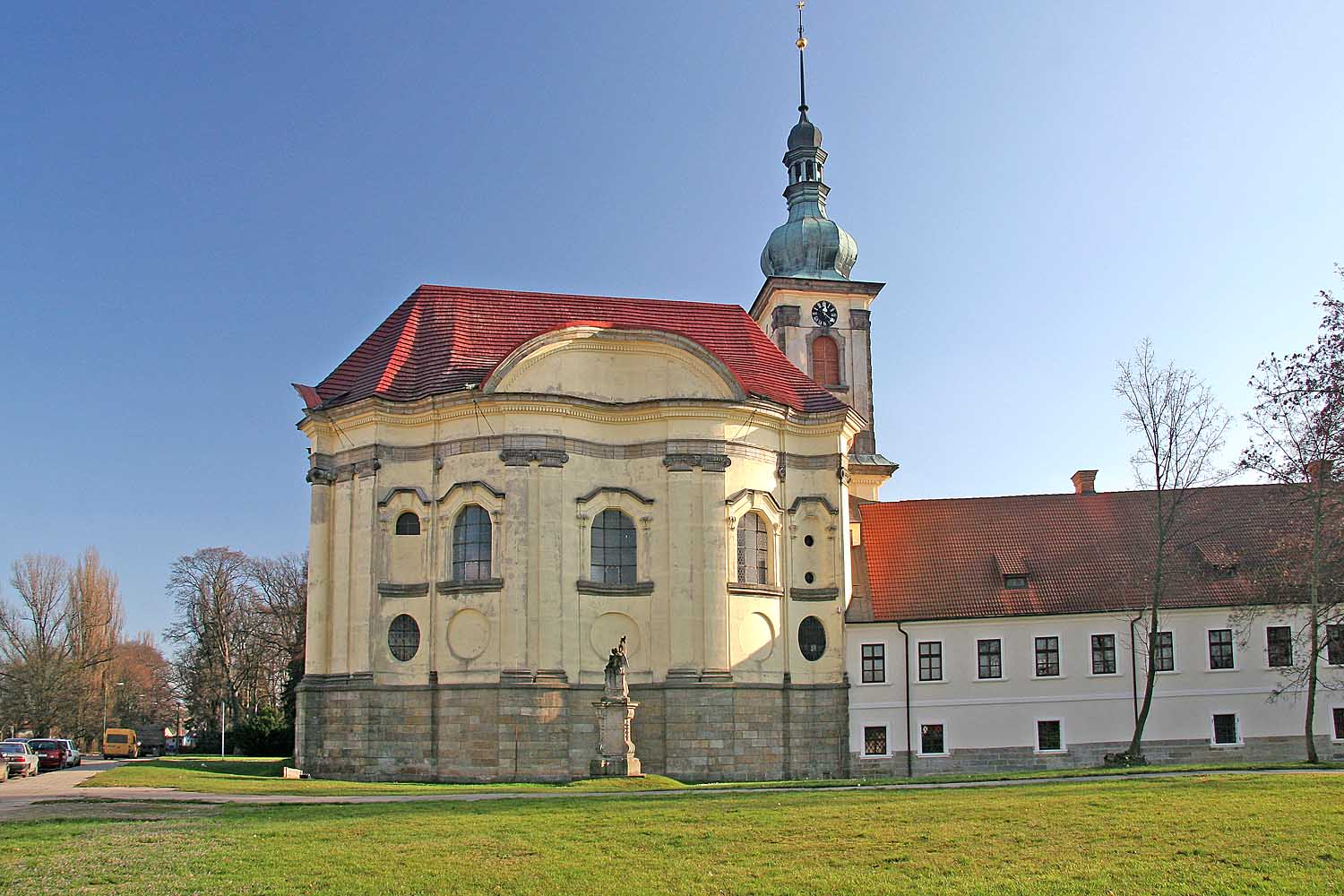
Schlosskapelle

- Die Schlosskapelle der Offenbarung des Herrn, wurde 1699–1713 von Christoph Dientzenhofer errichtet. Die bisherige Vermutung, der Baumeister wäre vielleicht Johann Blasius Santini-Aichl gewesen, wird von neuerer Forschung zur Kunstgeschichte nicht bestätigt.[3]
- Schloss

## Kultur
- Loutkové divadlo (Kasperltheater Smiřice)
- Smiřické svátky hudby (Smirschitzer Musikfesttage), Festival der klassischen Musik
- Smiřický hrnec („Smirschitzer Kochtopf“), seit 1980 veranstaltetes folkloristisches Musikfestival

## Partnerstädte
- Boguszów-Gorce, Polen
- Piennes, Frankreich